# Junta governativa piauiense de 1889
A junta governativa piauiense de 1889 foi formada inicialmente por um triunvirato, composto por:
- Reginaldo Nemésio de Sá
- Nélson Pereira do Nascimento
- João de Deus Moreira de Carvalho.

A junta governou o estado de 16 de novembro a 18 de dezembro de 1889, quando quatro membros adicionais foram a ela integrados:
- João da Cruz e Santos
- Joaquim Dias de Santana
- Teodoro Alves Pacheco
- Tomás de Morais Rego.

Formada por esta composição de sete membros, a junta continuou governando o estado, de 18 a 26 de dezembro de 1889.